# Pazschkeella brasiliensis
Pazschkeella brasiliensis är en svampart som beskrevs av Syd. & P. Syd. 1901. Pazschkeella brasiliensis ingår i släktet Pazschkeella och familjen Mycosphaerellaceae.   Inga underarter finns listade i Catalogue of Life.